# Holotrichia impressa
Holotrichia impressa är en skalbaggsart som beskrevs av Hermann Burmeister 1855. Holotrichia impressa ingår i släktet Holotrichia och familjen Melolonthidae. Inga underarter finns listade i Catalogue of Life.